# Московсько-турецька війна (1686—1700)
Московсько-турецька війна 1686—1700 (також Московсько-османська війна 1686-1700 років) — війна в 1686—1700 роках між Московським царством і Османською імперією за контроль над південною Україною та Донщиною. Складова Великої турецької війни 1683–1699 років. Закінчилася поразкою османів і підписанням у 1700 році Константинопольського договору.

## Опис
У 1656 р. посаду великого візира Османської імперії захопила енергійна людина Мехмет Кепрюлю, який зумів підсилити дисципліну армії і завдати декілька поразок ворогам. Австрія повинна була укласти в 1664 р. не особливо для неї вигідний мир у Васварі; у 1669 р. османи завоювали Крит, а в жовтні 1672 р., за миром у Бучачі, отримали від Речі Посполитої Поділля і навіть частину України. Цей мир викликав обурення народу і сейму, і війна почалася знову. У ній взяла участь і Московія; на боці османів стояла значна частина козаків із Дорошенком на чолі.
Під час війни помер великий візир Ахмет-паша Кепрюлю після 15-річного керування країною (1661—1676). Війна, що йшла зі змінним успіхом, закінчилася Бахчисарайським перемир'ям, укладеним у 1681 р. на 20 років, як status quo; Західна Україна, що являла собою після війни справжню пустелю, і Поділля залишилися в руках османів. Османи легко погодилися на мир, оскільки у них на черзі стояла війна з Австрією, яку розпочав наступник Ахмет-паші Кара-Мустафа Кепрюлю. Османам вдалося підійти до Відня й обложити його (з 24 липня до 12 вересня 1683 р.), але облогу довелося зняти, коли король Речі Посполитої Ян III Собеський уклав союз з Австрією, поквапившись на допомогу Відню і отримав біля неї блискучу перемогу над османським військом.
У Белграді Кара-Мустафу зустріли посланці від султана, що мали наказ доставити до Константинополя голову нездібного полководця, що і було виконано. У 1684 р. до коаліції Австрійської монархії і Речі Посполитої проти Османської імперії прилучилася і Венеція, пізніше і Московія.
У ході війни, в якій османам довелося не нападати, а захищатися на власній території, в 1687 р. великий візир Сулейман-паша був розбитий при Мохачі. Поразка османських військ викликало роздратування яничарів, які залишалися в Константинополі, бунтуючи і грабуючи. Під загрозою повстання, Мехмед IV послав їм голову Сулеймана, але це не врятувало його самого: яничари скинули його за допомогою фетви муфтія і насильно звели на престол його брата Сулеймана II (1687—1691) — п'яницю, абсолютно нездібного до управління. Війна продовжувалася при ньому і при його братах — Ахмеді II (1691—1695) і Мустафі II (1695—1703). Венеційці опанували Морією; австрійці взяли Белград (незабаром знову віддали османам) і всі значні фортеці Угорщини, Славонії, Трансільванії; поляки зайняли значну частину Молдови.
У 1699 році війна була закінчена Карловицьким мирним договором, який був першим, за яким Османська імперія не отримувала ні данини, ні тимчасової контрибуції. Значення його значно перевершувало значення Ситваторокського миру. Стало для всіх зрозуміло, що військова могутність османів зовсім не велика і що внутрішні нелади розхитують їх державу все більш і більш.
У самій імперії Карловицький мир викликав серед освіченішої частини населення усвідомлення необхідності деяких реформ. Це усвідомлення вже раніше мали Кепрюлю — сім'я, що дала державі протягом 2-ї половини XVII і початку XVIII сторіч. 5 великих візирів, які належали до значущих державних людей Османської імперії. Вже в 1690 р. великий візир Кепрюлю Мустафа видав Нізамі-Джедід (осман. Nizam-ı Cedid — «Новий порядок»), який встановив найбільші норми поголовних податків, що стягуються з християн; але закон цей не мав практичного застосування. Після Карловицького миру християнам у Сербії і Банаті пробачили податки за рік; вищий уряд у Константинополі став піклуватися про захист християн від поборів і інших утисків. Недостатні для того, щоб примирити християн з османським гнітом, ці заходи дратували яничар і османів.